# Ligne Gustave

Principales lignes de défense de l'Axe au sud de Rome

La ligne Gustave ou ligne d'hiver est une série de fortifications construites en Italie pendant la campagne d'Italie par l'Organisation Todt de l'Allemagne nazie.

## Localisation et caractéristiques
Elle s'étendait sur plus de 150 km au niveau le plus resserré de la péninsule italienne. Elle débutait à l'ouest à Minturno, sur la mer Tyrrhénienne, longeait le fleuve Garigliano et traversait les montagnes des Apennins jusqu'à l'embouchure de la rivière Sangro dans la mer Adriatique. Le centre de la ligne, où elle croisait la grande route nord-sud (autoroute 6), était situé au niveau du monte Cassino avec sa vieille abbaye au sommet.
La ligne était fortifiée avec des puits à canon, des forteresses en béton, des emplacements de mitrailleuses et de lance-flammes, du fil de fer barbelé et des champs de mines. C'était la plus solide des lignes de défense des Allemands au sud de Rome. Son système de feux croisés était redoutable. La ligne Bernhardt se trouvait un peu plus au sud, à la hauteur de Mignano Monte Lungo, où eurent lieu de violents combats en décembre 1943.
Après le débarquement des Alliés en septembre 1943, le gouvernement italien avait capitulé, mais l'armée allemande avait envahi la péninsule et continuait le combat. Les forces allemandes étaient commandées par le maréchal Albert Kesselring. La défense de la ligne était dévolue au général Heinrich von Vietinghoff de la Xe armée (environ quinze divisions).
L'objectif des Alliés était d'atteindre Rome. La voie la plus évidente était la vallée du Liri, cours supérieur du Garigliano, située au sud-ouest du mont Cassin.

## Le plan
Le plan prévoyait que la 5e armée des États-Unis attaquerait directement la ligne au monte Cassino et la vallée du Liri tandis qu'un débarquement (opération Shingle) à Anzio ferait une diversion et tenterait de prendre Rome.

## L'assaut
En janvier 1944, les forces alliées s'approchèrent. Le général britannique Harold Alexander en était le commandant, Eisenhower ayant été rappelé pour préparer la bataille de Normandie. La 5e armée américaine était commandée par le général Clark, tandis que du côté du Royaume-Uni, la 8e armée avait à sa tête le général Oliver Leese, car le général Bernard Montgomery était également occupé à préparer le débarquement sur les côtes normandes.
Pendant tout le mois de janvier, la 34e division de la 5e armée essaya d'établir une tête-de-pont au nord de la rivière Rapido près du mont Cassin. Kesselring renforça la ligne Gustave, déjà solidement tenue par les troupes d'élite de la 1. Fallschirmjäger-Division (parachutistes), avec les 29. et 90. Panzergrenadier-Division (divisions d'infanterie mécanisée) qui étaient à Rome.
Bien que les Alliés eussent franchi l'obstacle plusieurs fois, des contre-attaques fermes les repoussèrent jusqu'au 30 janvier. Ce sont les Français du 4e RTT qui percèrent pour la première fois la ligne Gustave à la stupéfaction des Américains. Cette première percée effectuée pendant les combats du Belvédère permit aux Alliés d'approcher le site du monte Cassino et des murs de l'abbaye en ruines (en raison des bombardements aériens intenses), mais sans pouvoir la prendre.
Le 12 février, des divisions fraîches, la 2e division néo-zélandaise et la 4e division indienne, prennent le relais : elles ne peuvent cependant prendre l'abbaye du Mont-Cassin et subissent des pertes importantes.
Le débarquement allié à Anzio ne pouvait en parallèle se développer à cause d'une défense allemande très forte. Le 11 mai, un assaut déclenché sur toute la ligne progressa, sauf sur le monte Cassino. Les Français du corps expéditionnaire firent une percée significative le long de la rivière Ausente au sud de Cassino, lors de la bataille du Garigliano, ce qui obligea les Allemands à se replier sur la ligne de défense suivante, la ligne Hitler. Mais, cette victoire laissait le monte Cassino, puissamment fortifié, sur les arrières français : les troupes du 2e corps polonais du général Anders finirent par capturer la position le 18 mai.
Rome est libérée le 4 juin, mais les Allemands ont déjà le temps de s'installer sur la Ligne gothique, au nord du fleuve Arno.